# Lucia/Ce vo' tiempo
Lucia/Ce vo' tiempo è il settantanovesimo singolo 45 giri di Peppino di Capri

## Il disco
Entrambi i brani furono presentati dal cantante caprese al Festival di Napoli 1966. Il primo brano in coppia con Lello Caravaglios il secondo con I Giganti. La seconda canzone è più celebre nella sua versione che in quella del complesso. In tale occasione Peppino di Capri si accompagnò con un tamburello. Un breve frammento di questa esecuzione fu utilizzato nel film Operazione San Gennaro.
Il singolo riscosse un discreto successo e fu l'ultimo del cantautore pubblicato per la Carisch ad entrare in classifica. Entrambi i brani furono poi inseriti nell'album Girl pubblicato poco dopo.
La copertina raffigura una foto del cantante. Nelle primissime copie del disco per errore sulla copertina il brano sul lato B viene chiamato C'è vo' 'o tiempo.

## Tracce
Lato A
- Lucia (testo di Umberto Boselli, musica di Lello Caravaglios)

Lato B
- Ce vo' tiempo (testo di Franco Maresca, musica di Francesco Mario Pagano)

## Formazione
- Peppino di Capri: voce, pianoforte
- Mario Cenci: chitarra, cori
- Ettore Falconieri: batteria, percussioni
- Pino Amenta: basso, cori
- Gabriele Varano: sax, cori